# Rapsodia z Demonem
Rapsodia z Demonem – polski musical oparty na przebojach brytyjskiej grupy Queen. Twórcami widowiska są Katarzyna Kraińska (pomysł, scenariusz i dialogi), Jan Stokłosa (kierownictwo muzyczne i aranżacje), Michel Driesse (reżyser) oraz Santiago Bello (choreografia). Inicjatorem projektu jest Jakub Wocial.
Prapremiera spektaklu miała miejsce 30 października 2015 w Teatrze Rampa w Warszawie. W ciągu pierwszych ośmiu miesięcy spektakl zagrano ponad 40 razy dla ok. 13 tys. widzów. 16 października 2021 odbyło się 150 przedstawienie.
Spektakl objęty został honorowym patronatem Ambasady Wielkiej Brytanii w Warszawie.

## Fabuła
Młody muzyk rockowy o imieniu Erwin staje się, z powodu swoich rozterek młodości, celem demonicznego Mistrza Balamisa. Mistrz oferuje chłopakowi spełnienie trzech życzeń i daje mu w prezencie Świat Snu, który ma go odciągnąć od rzeczywistości i uzależnić od iluzji.

## Obsada
- Erwin – Kuba Molęda
- Kacper – Sebastian Machalski
- Mistrz – Jakub Wocial
- Królowa – Basia Giewont
- Ida/Idalia – Natalia Piotrowska
- Ignacja – Brygida Turowska
- Aspazja – Agnieszka Fajlhauer
- TV Host – Kamil Dominiak
- Barman – Daniel Zawadzki
- Szef Idy – Robert Tondera

## Lista utworów
Akt I
1. „It’s a Beautiful Day”
2. „One Vision”
3. „Flash”
4. „Innuendo”
5. „A Kind of Magic”
6. „Don’t Stop Me Now”
7. „Killer Queen”
8. „We Will Rock You”
9. „Breakthru”
10. „I Want It All”

Akt II
1. „I Want to Break Free”
2. „Another One Bites the Dust”
3. „Living on My Own”
4. „The Show Must Go On”
5. „Headlong”
6. „I’m Going Slightly Mad”
7. „Play the Game”
8. „Love Kills”
9. „Who Wants to Live Forever”
10. Bis: „Bohemian Rhapsody”